# Socialismo nazionale
Socialismo nazionale è un termine con cui i movimenti politici nazionalisti europei dei primi anni del Novecento identificavano talvolta le loro linee programmatiche di politiche sociali. Tale accezione del termine "socialismo", alternativa e in totale discontinuità rispetto all'internazionalismo proletario, fu alla base delle politiche sociali del fascismo e in seguito della denominazione del Partito Nazionalsocialista Tedesco dei Lavoratori (NSDAP). 
L'espressione è stata peraltro utilizzata con differente significato anche in riferimento ad altre politiche diverse, precedenti alla nascita dell'internazionalismo organizzato, come quella di Carlo Pisacane, o anche operanti nell'ambito delle varie Internazionali, quali il Partito Socialista Polacco. 
Tali esperienze si caratterizzavano per il fondamentale richiamo alle tematiche dell'indipendenza nazionale affiancate e spesso anteposte a quelle di stampo sociale.

## Storia
Interessò in particolare il primo Novecento in Europa ed era fondato sull'adesione al nazionalismo e basato su dottrine anticomuniste e sul contrasto alle teorie sociali, politiche ed economiche del marxismo, rivendicando un antitetico, seppur mai ben definito, anticapitalismo corporativista, essendo stato subito abbandonato per un appoggio al nazional conservatorismo nel momento dell'ascesa al potere.

### In Francia
La prima apparizione del termine, con le varianti "socialismo nazionalista" o "nazionalismo socialista" è attribuita ai nazionalisti antisemiti francesi Antoine-Amédée-Marie-Vincent Manca-Amat de Vallombrosa, Marchese di Morès e Maurice Barrès, da loro usato durante la campagna elettorale francese del 1898.
Nell'estrema destra francese verrà utilizzata dall'esponente neofascista e suprematista Renè Binet, già membro delle SS.

### In Germania
In Germania, già alla fine del XIX secolo, il revisionismo teorizzò un'analisi dello sviluppo sociale che criticava alcune tesi di Marx (opponendosi alla ineluttabilità del processo rivoluzionario). Di tale dibattito interno al socialismo e della sua litigiosa dialettica si servirono invece come mezzo di opposizione politica il nazionalismo, il patriottismo e il pangermanismo, che approfittarono dei contrasti in seno al socialismo per appropriarsi e strumentalizzare alcune rivendicazioni sindacali e anticapitaliste nella formazione delle loro politiche sociali. La sconfitta tedesca nella prima guerra mondiale e le contraddizioni in seno alla fragile democrazia della Repubblica di Weimar acuirono i sentimenti dei nazionalisti tedeschi che continuarono a cercare l'appoggio delle masse popolari allontanandole dalle posizioni socialiste attraverso istanze di rivendicazioni territoriali, razziali ed etniche, di orgoglio nazionale e riscatto sociale circa la loro condizione di difficoltà e povertà, permettendo in tal modo la nascita e il successo, anche presso i ceti popolari, della dottrina del nazionalsocialismo e del Partito Nazionalsocialista Tedesco dei Lavoratori guidato da Adolf Hitler, salito al potere nel 1933.

### In Italia
Nel 1910, Enrico Corradini parlò di un nazionalismo che doveva anche essere "sociale" in economia. In questo indirizzo si ritrovarono gli estremisti ammiratori delle teorie di Georges Sorel, appartenenti alla corrente del sindacalismo rivoluzionario di matrice nazionalista. Costoro consideravano indispensabile l'accrescimento socioeconomico della patria anche attraverso lo sfruttamento coloniale, al fine di migliorare le condizioni del ceto operaio. I sindacalisti rivoluzionari, inoltre, ritenevano indispensabile che il proletariato fosse allenato all'uso delle armi in funzione pre-rivoluzionaria. 
I fermenti “social nazionalistici” si manifestarono, oltre che con la guerra italo-turca del 1912 e la scissione di Leonida Bissolati, soprattutto alla vigilia della prima guerra mondiale: vi furono quelli che si proclamarono interventisti, rivendicando gli ideali patriottici della tradizione risorgimentale, sia con l'obiettivo di completare l'unificazione dell'Italia sia perché ritenevano che soltanto dalla guerra vittoriosa sarebbe potuta nascere la scintilla della rivoluzione sociale, che avrebbe completamente annientato il sistema “borghese” ottocentesco della Belle Époque.
Alcuni esponenti socialisti, in rottura con il partito, appoggiarono l'interventismo nella prima guerra mondiale, come era avvenuto nelle guerre coloniali. Benito Mussolini ne assunse la guida e venne espulso dal partito per questa ragione .
Nel primo dopoguerra il fascismo delle origini riportò anche queste istanze, transfughe ed espulse dal socialismo, avvicinandole agli ambienti che portarono alla nascita del fascismo e del nazismo. Le medesime parole d'ordine trovarono rappresentanza anche in un partito fondato nel 1923 da Enrico Ferri e, successivamente, nella pubblicazione "La Gironda", che “aveva per iscopo di indurre le masse operaie a fiancheggiare il Governo nazionale”. Durante la crisi seguita al delitto Matteotti, La Gironda esaltò i propositi di collaborazione nazionale espressi da Aldo Oviglio e Massimo Rocca, seguendone poi la caduta in disgrazia. 
In epoca fascista l'espressione "socialismo nazionale" era usata nell'esposizione delle politiche del sindacalismo nazionale e del corporativismo. 
Successivamente essa riemerse in riferimento alla carta costituente della Repubblica Sociale Italiana. Dal dopoguerra fino al 1991, questa espressione verrà ripresa in Italia dal Movimento Sociale Italiano - Destra Nazionale. Il suo significato è anche ripreso da alcune frange dell'estrema destra e del neofascismo.

### Fuori Europa
Il concetto di Socialismo nazionale viene spesso proposto nella lettura di diverse forme di socialismo arabo, in considerazione sia dei tratti fortemente nazionalisti e ostili al comunismo dell'Unione Socialista Araba di Gamal Abd el-Nasser che all'interesse mostrato da teorici quali Antun Saade per i fascismi europei negli anni '30. 
Anche il Partito Ba'th in Iraq e Siria è descritto come afferente ad un socialismo arabo di tipo strutturalmente nazionalista con aspetti simili a quelli visti in Europa.